# Ranieri di Toscana
Ranieri di Toscana (... – 1027 circa) fu marchese di Toscana dal 1014 circa fino alla sua morte e, suppostamente, anche duca di Spoleto e Camerino.

## Origini
La tradizione vuole che Ranieri fosse uno dei figli del conte Arduino e della contessa Willa di Ugo, o Gisla, nata dal marchese Ugo il Salico e dalla contessa Giulitta. Ma l'origine leggendaria di Ranieri non regge all'evidenza storica dato che Ranieri era già al governo della Toscana quando ebbe luogo il matrimonio tra Willa e Arduino.
Documentato è invece il fatto che Ranieri nacque nel secolo X da un conte Guido Ripuario, di cui però non è chiaro se quel conte Guido fosse figlio del conte Teudegrimo (che verso il 927 divenne intimo di re Ugo e che fu poi capostipite dei conti Guidi) oppure se apparteneva ai conti Alberti di Panico e di Vernio, tutti di origine e legge Ripuaria. I più vogliono il conte Guido, padre del marchese Ranieri, nato da un marchese Ugo fondatore nel 960 della Badia di Santa Maria in Petroio, posta nel contado di Perugia.
Comunque sia è storicamente accertato che Ranieri fu fratello di Elemperto o Alimberto vescovo di Arezzo. Forse un suo antenato fu Suppone (V ?), della stirpe dei Supponidi.

## Biografia
Ranieri successe al governo della Toscana dopo la morte del marchese Bonifacio III e forse anche in quello di Camerino e di Spoleto. Infatti un placito del 1014, citato nella Cronica di Farfa, venne siglato nella torre di Corneto, l'odierna Tarquinia, dal marchese e duca Ranieri a favore dell'abate di Farfa la cui Badia, trovandosi nella Sabina, era compresa nella Marca e governo ducale di Spoleto: quindi, se Ranieri legiferava in quel e su quel territorio significa probabilmente che ne fosse anche signore.
Nello stesso anno ebbe luogo pure in Corneto un giudicato tenuto da un gastaldo del duca e marchese Ranieri a favore dell'abate Winizzone dell'Abbadia San Salvatore al Monte Amiata rispetto a certi beni che questa Badia possedeva presso il fiume Marta, mentre un altro gastaldo di quel toparca nell'ottobre di quell'anno assisteva in Gregnano nella Val Tiberina, oggi frazione di Caprese Michelangelo, ad una permuta di beni.
Fra i documenti relativi a Ranieri l'Archivio Diplomatico Fiorentino ne possiede uno del 2 aprile 1015 secondo il quale il marchese Ranieri figlio del conte Guido fece dono alla Badia Amiatina di un pezzo di terra posto nel distretto di Corneto per suffragare le anime del fu marchese Ugo I (suo nonno) e della contessa Waldrada nata da Guglielmo, sua moglie, e per l'anima di Ranieri loro figlio infante. Quest'ultimo documento quindi conferma che il duca e marchese Ranieri ebbe in moglie una contessa Waldrada figlia di un tal Guglielmo e che era padre nel 1015 di un altro Ranieri.
Sempre nel 1015 Ranieri fece restituire ai monaci della Badia di Marturi, presso Poggibonsi, molti beni che le erano stati tolti dal suo antecessore, anche se gli Annali Camaldolensi sostengono che una parte di quelle sostanze Ranieri, in qualche modo, se le fosse tenute per sé. In quell'anno, inoltre, un altro gastaldo del marchese Ranieri, con placito del 27 febbraio in Stazzano sopra Pistoia, confermava alla Badia di Monte Taona tutti i beni di Bagio che erano stati donati alla Badia nel settembre del 1009 dal marchese Bonifacio.
Lo stesso marchese Ranieri nell'ottobre del 1016, da Arezzo, emanò un placito insieme al conte Ugo di quella città in favore della Badia aretina dedicata alle Sante Flora e Lucilla. Più importante ancora però è un altro strumento del 10 gennaio 1019 scritto in Marturi nel territorio fiorentino, col quale il marchese Ranieri con la sua consorte contessa Waldrada, o Gualdrada, donò alla Badia di Passignano alcuni beni situati in Val di Pesa nel piviere di San Pancrazio per suffragio dell'anima del solito marchese Ugo
Poi, dal 1019 fino al 1026, tacciono le memorie relative a Ranieri di Toscana. Come, per altro, non si trova più traccia di suo figlio Ranieri, tanto che è ipotizzabile che il successore del marchese fosse morto in tenera età.
Il nome di Ranieri torna archivisticamente alla ribalta fra l'anno 1026 ed il 1027 quando in quell'inverno raccolse le sue truppe in Lucca dove si fortificò con l'intenzione di precludere la strada a Corrado II il quale si disponeva a recarsi col suo esercito a Roma per farsi incoronare imperatore. Tali dimostrazioni ostili del marchese Ranieri verso il novello sovrano dovettero fruttargli forse la vita, oltre che la perdita del governo marchionale della Toscana. Infatti dal 1026 in poi il nome del marchese Ranieri di Toscana non si trova più registrato negli atti pubblici; anzi le memorie storiche, fino dal 1028, ricordano un altro marchese e duca di Toscana nella persona di Bonifacio di legge longobarda, padre della Gran Contessa Matilde.
Fu forse l'esempio di questa poco felice operazione di Ranieri che incoraggiò Pier Damiani a scrivere una lettera amara alla novella sposa Willa maritata ad un nipote del marchese Ranieri, dove a un certo punto si legge «Transisti sane, filia, per nuptialis jura connubii in domum satis amplam; sed fateor, male loratam, opibus, et dignitate conspicuam».
Comunque sia, il marchese Ranieri nel 1030 viene ricordato defunto da un documento del 19 ottobre di quell'anno dove sono pure ricordate alcune possessioni urbane situate in Arezzo, che furono dello stesso Ranieri, "qui fuit Marchio" ovvero che fu "marchese". Anche in altro rogito del dicembre 1031 si nominano alcuni beni posti nel piviere di San Martino a Castro presso Arezzo appartenuti a Ranieri figlio del conte Guido "qui fuit Marchio".

## Discendenza
Il marchese Ranieri di Toscana e solitamente identificato come il capostipite della dinastia dei marchesi Bourbon del Monte Santa Maria, una delle più illustri famiglie nobili della Toscana del Basso Medioevo e del primo periodo moderno.